# Der Aufenthalt (Film)
Der Aufenthalt ist ein deutscher Film der DEFA von 1983 unter der Regie von Frank Beyer, der auf dem gleichnamigen autobiografischen Roman von Hermann Kant beruht.

## Handlung
Oktober 1945. Der 19-jährige deutsche Kriegsgefangene Mark Niebuhr kommt mit anderen Gefangenen auf einem Warschauer Bahnhof an. Eine polnische Frau, die auf ihren Zug wartet, glaubt in ihm den SS-Offizier zu erkennen, der ihre Tochter bei einer Razzia in Lublin ermordet hat. Niebuhr sieht, wie sie mit einem seiner polnischen Bewacher spricht, kann den Inhalt des Gesprächs jedoch nicht verstehen. Kurz darauf wird er abgeführt und in einem Gefängnis in eine Einzelzelle gesperrt.
Der ehemalige Grenadier einer Infanterieeinheit weiß nicht, warum er festgehalten wird. Immer wieder fordert ihn ein junger polnischer Offizier in Verhören auf, seinen Lebenslauf aufzuschreiben und zu sagen, wie er wirklich heißt. Niebuhr begreift die Schikanen nicht, denen er unterworfen wird, und beteuert immer wieder, nur Mark Niebuhr zu sein.
In der Haft erlebt er den Hass eines polnischen Mitgefangenen, bei Arbeitseinsätzen wird er zu den gefährlichsten Aufgaben eingeteilt. So muss er ungesichert, auf der Wand eines zerbombten Warschauer Hauses sitzend, Steine abtragen und bricht sich bei einem Unfall den Arm.
Im Krankenhaus erfährt er, dass gegen ihn wegen Mordes ermittelt wird. Er wird in eine neue Zelle verlegt, wo bereits andere deutsche Kriegsgefangene sitzen. Unter ihnen herrscht eine strenge militärische Ordnung, die auf ihren einstigen Dienstgraden basiert. Korpsgeist und faschistische Ideale spiegeln sich in diesem Mikrokosmos wider, der von einem General Eisensteck und einem Major Lundenbroich angeführt wird. Niebuhr ist der Neue, der nach und nach die anderen kennenlernt. Jeder erzählt ihm, dass er unschuldig ist. Doch langsam erkennt Niebuhr, dass er mit Mördern, Henkern und echten Kriegsverbrechern in einer Zelle sitzt. Er beginnt, sich von ihnen zu distanzieren, isoliert sich und wird letztlich von ihnen ausgestoßen. Während der Monate seiner Haft in dieser Zelle wird ihm eingeredet, dass er als deutscher Soldat persönliche Schuld auf sich geladen habe.
Während einer nach dem anderen der übrigen Gefangenen zur Hinrichtung gebracht wird, glaubt man Mark Niebuhr letztlich seine Geschichte. Obwohl einer seiner früheren Kameraden sich bei einer Gegenüberstellung weigert, ihn zu identifizieren, wird die Anschuldigung der polnischen Frau als Irrtum erkannt und er wird letztlich freigelassen.

## Literarische Vorlage
In seinem 1977 erschienenen Buch Der Aufenthalt verarbeitet der Schriftsteller Hermann Kant seine eigenen Erlebnisse während der polnischen Kriegsgefangenschaft zwischen 1945 und 1949. Kant war in einem Arbeitslager in Warschau inhaftiert. Das Buch erzählt die Geschichte des im Film von Sylvester Groth gespielten Mark Niebuhr.

## Hintergrund zur Entstehung
Für den Film kehrte Beyer aus der Bundesrepublik zurück, wo er zu dieser Zeit überwiegend arbeitete. Nach eigener Aussage hätte er dort bleiben können, doch war ihm Der Aufenthalt so wichtig, dass er zurückgekommen sei.
Gedankt wurde es ihm nicht. In Polen erregte das Werk Unwillen, da es angeblich eine polnische Armee zeige, die einen Unschuldigen festhalte und drangsaliere. Dieses Bild würde, hieß es damals, dem polnischen Volk nicht gerecht werden und antipolnische Ressentiments schüren. Die DDR-Regierung verhinderte daraufhin, dass Beyers Film auf der Berlinale 1983 in Westberlin gezeigt wurde, wo er bereits eingeplant war und wo ihm auch Chancen auf einen Preis eingeräumt wurden. Dagegen protestierte der Autor des Buches, Hermann Kant, vergeblich in einem Brief an Erich Honecker. Weiter wurde verfügt, dass er in der DDR nur in Studiokinos zu laufen habe.

## Kritiken
„Mit diesem Film legt er [Frank Beyer] erneut ein Meisterwerk vor. Er besticht durch seine psychologische Genauigkeit und die differenzierte Sicht auf die unmittelbare Nachkriegszeit. Zudem hat er hohe optische Qualitäten und zeigt ausgezeichnete Schauspielerleistungen.“

„Selten wurden in einem Film die Schuldaufrechnungen der Nachkriegszeit so genau differenziert wie in diesem Alptraum-Erlebnis eines jungen kriegsgefangenen deutschen Soldaten, der fälschlich von einer Polin als SS-Mörder identifiziert und acht Monate lang, eingebunkert mit KZ-Schergen, Wehrmachts-Offizieren und SS-Typen aller Kategorien behandelt wird wie ein Schuldiger. In seinen besten Passagen erreicht der Film den psychischen Druck einer Kafka-Vision. Eingegittert und ausgeliefert der anonymen Verfolgung, dem Dunkel der Angst …“

„Objektives, modellhaftes Drama über Schuld und Verantwortung unter Kriegsrecht und Gewaltherrschaft, wobei Zeit und Ort auswechselbar erscheinen. Die kammerspielartige Anlage des Films und seine ausgezeichneten Darsteller führen zu erregender Dichte und Stringenz.“

## Auszeichnungen
Drehbuchautor Wolfgang Kohlhaase, Regisseur Frank Beyer und Hauptdarsteller Sylvester Groth erhielten als Kollektiv 1984 den Heinrich-Greif-Preis.
Außerdem gewann der Film 1983 den Kritikerpreis der Sektion Theorie und Kritik des Verbandes der Film- und Fernsehschaffenden als bester DEFA-Film. Sylvester Groth erhielt den Preis außerdem als bester Darsteller.
Beim 3. Nationalen Spielfilmfestival der DDR 1984 in Karl-Marx-Stadt gewann Der Aufenthalt u. a. den Hauptpreis und den Findlingspreis für Regie (Frank Beyer) sowie die Preise für Drehbuch (Wolfgang Kohlhaase), Schnitt (Rita Hiller), Szenenbild (Alfred Hirschmeier) und den Preis für den besten Nachwuchsdarsteller (Sylvester Groth).